# Rhône-Poulenc
Rhône-Poulenc fu un gruppo chimico e farmaceutico francese nato nel 1928 dalla fusione tra la Société chimique des usines du Rhône (fondata nel 1895) e gli stabilimenti Poulenc Frères, fondati nel 1900 dal padre del compositore Francis Poulenc. Nel 1999 la Rhône-Poulenc si fuse con la società tedesca Hoechst portando alla nascita del nuovo gruppo industriale Aventis.

## Storia
- Il ramo farmaceutico si fuse nel dicembre 1999 con diverse imprese, tra cui la tedesca Hoechst, per formare il gruppo Aventis.
- Il ramo agrochimico, divenuto Aventis CropScience fu ceduto al gruppo Bayer nel 2002.
- Il ramo chimico è divenuto Rhodia, acquisito dal gruppo Solvay nel 2011.[1]

Prima della sua fusione, le attività di Rhône-Poulenc si ripartivano in quattro settori:
- farmaceutico;
- sanità animale;
- fitofarmaci (insetticidi, fungicidi);
- chimica, prevalentemente fibre tessili e polimeri.

## Il gruppo Rhône-Poulenc in Italia
Dagli anni venti il gruppo Rhône-Poulenc ebbe un ruolo importante per lo sviluppo della chimica in Italia, specialmente per due iniziative congiunte con la Montecatini: la Rhodiatoce (settore fibre) e la Farmitalia (settore farmaceutico).
La collaborazione durò fino agli inizi degli anni settanta quando, in coincidenza con una delle ricorrenti crisi del settore chimico, la Rhône-Poulenc si ritirò dalle iniziative sul mercato italiano.